# مانويل ساينز
مانويل ساينز (بالإسبانية: Manuel "Meme" Sáenz)‏ (21 يناير 1948 - ) هو لاعب كرة سلة مكسيكي في مركز الهجوم خلفي، شارك في بطولة كأس العالم لكرة السلة 1974 والألعاب الأولمبية الصيفية 1976.

## وصلات خارجية
- مانويل ساينز على موقع الاتحاد الدولي لكرة السلة (الإنجليزية)
- مانويل ساينز على موقع سبورتس رفرنس (الإنجليزية)
- مانويل ساينز على موقع أوليمبيديا (الإنجليزية)